# O Fortuna

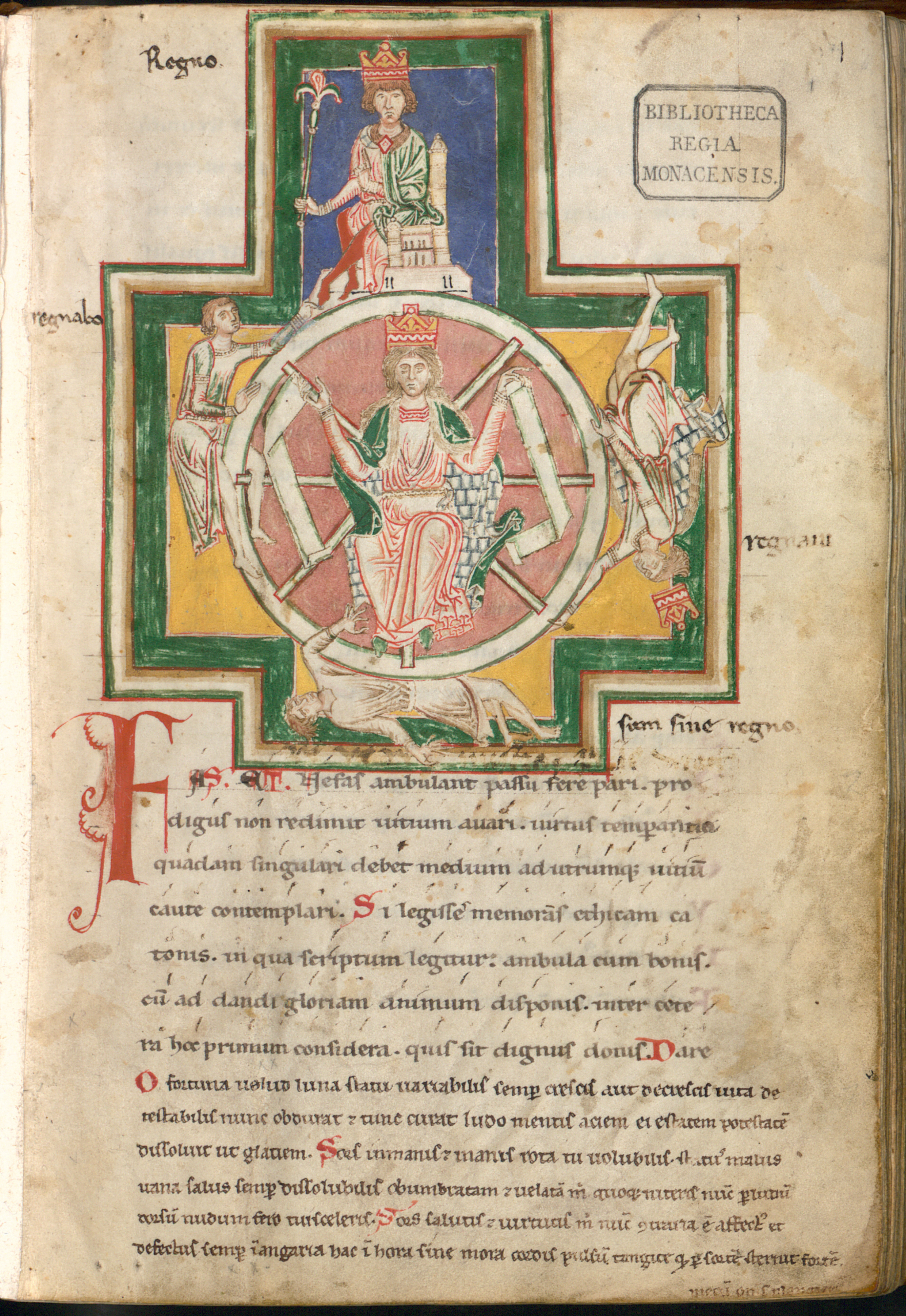
Koło Fortuny w manuskrypcie Carmina Burana

O Fortuna – poemat ze zbioru Carmina Burana, kolekcji łacińskich poematów napisanych w XIII w. Tytułowa Fortuna jest boginią losu w rzymskiej mitologii.
Carl Orff wybrał z dzieła 24 poematy i napisał do nich muzykę między 1935 i 1936. O Fortuna jest fragmentem części "Fortuna Imperatrix Mundi" ("Fortuna, władczyni świata"), jednym z najpopularniejszych fragmentów tej kompozycji, otwiera i zamyka ten cykl utworów.